# Édouard-Antoine Marsal
Édouard-Antoine Marsal (* 4. Juli 1845 in Montpellier, Département Hérault; † 1929 ebenda) war ein französischer Maler. 

## Leben
Marsal stammte gleich Guillaume-Charles Brun und Alexandre Cabanel aus Montpellier. Als er nach Paris um Malerei zu studieren, tat er dies an der École des Beaux-Arts, wo er Brun und Cabanel wiedertraf. Später kehrte er in seine Heimatstadt zurück und gründete dort ein erfolgreiches Atelier. Für einige Jahre unterrichtete Marsal auch an der École des Beaux-Arts von Montpellier. 
1868 wurde Marsal eingeladen, sich an der großen Jahresausstellung des Salon de Paris zu beteiligen. Er tat dies mit großem Erfolg und war dann bis 1888 bei diesen jährlich wiederkehrenden Ausstellungen zu sehen.

## Werke (Auswahl)
- Alfred Bruyas dans son cabinet de travail. 1876.
- Portrait de Mme Rose Azéma. 1923.
- Portrait de Joseph Vidal. 1914.
- Portrait de M. Pierre Brun. 1905.
- Portrait de Rodolphe Faulquier. 1879.
- Portrait de vieille femme. 1881.
- La pêche et la chasse. 1897.